# Des Moines Art Center
Des Moines Art Center – muzeum sztuki w Des Moines w stanie Iowa, w Stanach Zjednoczonych. Zostało założone w 1948.
Muzeum posiada kolekcję obrazów, rzeźby, sztuki współczesnej i mediów mieszanych. Należą do niej dzieła artystów takich jak Edward Hopper, Jasper Johns, Andy Warhol, Henri Matisse, Claude Monet, Francis Bacon, Georgia O’Keeffe, Gerhard Richter, Claes Oldenburg, Mary Cassatt, Auguste Rodin, Grant Wood, Deborah Butterfield, Paul Gauguin, Eva Hesse, Ronnie Landfield, Roy Lichtenstein, George Segal, Mark Rothko, John Singer Sargent, Joseph Cornell i Takashi Murakami.
Architektura muzeum została zaprojektowana przez fińskiego architekta Eliela Saarinena w 1945 w połączeniu stylów Art déco i Art nouveau. Pierwsze skrzydło ukończono w 1948. Drugie skrzydło w stylu modernistycznym zaprojektował Ieoh Ming Pei. Trzecie skrzydło ukończone w 1985 jest dziełem Richarda Meiera.